# Бернс-Лейк
Бернс-Лейк (англ. Burns Lake) — селище у провінції Британська Колумбія, Канада. Розташоване в окрузі Балклі-Нечако.

## Клімат
| Клімат Бернс-Лейк                                     | Клімат Бернс-Лейк | Клімат Бернс-Лейк | Клімат Бернс-Лейк | Клімат Бернс-Лейк | Клімат Бернс-Лейк | Клімат Бернс-Лейк | Клімат Бернс-Лейк | Клімат Бернс-Лейк | Клімат Бернс-Лейк | Клімат Бернс-Лейк | Клімат Бернс-Лейк | Клімат Бернс-Лейк | Клімат Бернс-Лейк |
| Показник                                              | Січ.              | Лют.              | Бер.              | Квіт.             | Трав.             | Черв.             | Лип.              | Серп.             | Вер.              | Жовт.             | Лист.             | Груд.             | Рік               |
| Абсолютний максимум, °C                               | 11,0              | 10,3              | 15,4              | 27,3              | 34,0              | 33,3              | 32,8              | 33,4              | 30,9              | 25,6              | 14,5              | 11,3              | 34,0              |
| Середній максимум, °C                                 | −5,7              | −1,5              | 4,4               | 9,8               | 14,6              | 18,0              | 21,0              | 20,7              | 16,1              | 9,5               | 0,2               | −5,3              | 8,5               |
| Середня температура, °C                               | −10,5             | −7,4              | −2                | 3,5               | 8,3               | 11,7              | 14,3              | 13,9              | 9,9               | 4,9               | −3,2              | −9,7              | 2,8               |
| Середній мінімум, °C                                  | −15,3             | −13,3             | −8,4              | −2,9              | 2,0               | 5,4               | 7,6               | 7,1               | 3,7               | 0,2               | −6,6              | −14,1             | −2,9              |
| Абсолютний мінімум, °C                                | −46,7             | −40               | −40               | −18,9             | −7                | −2,2              | −0,6              | −0,8              | −8,9              | −21,5             | −37,3             | −42,7             | −46,7             |
| Середня кількість сонячних годин на місяць            | 57,0              | 94,1              | 138,7             | 190,4             | 233,8             | 242,7             | 267,5             | 242,3             | 155,1             | 105,7             | 52,0              | 43,9              | 1823,2            |
| Норма опадів, мм                                      | 41.1              | 27.2              | 25.1              | 16.7              | 35.1              | 51.2              | 43.3              | 42.8              | 41.1              | 44.6              | 48.2              | 44.1              | 460.8             |
| Днів з опадами                                        | 13,6              | 11,1              | 11,0              | 8,0               | 12,6              | 14,4              | 12,3              | 12,0              | 12,5              | 13,8              | 13,9              | 13,2              | 148,1             |
| ----------------------------------------------------- | ----------------- | ----------------- | ----------------- | ----------------- | ----------------- | ----------------- | ----------------- | ----------------- | ----------------- | ----------------- | ----------------- | ----------------- | ----------------- |
| Джерело: Міністерство навколишнього середовища Канади |                   |                   |                   |                   |                   |                   |                   |                   |                   |                   |                   |                   |                   |

## Галерея

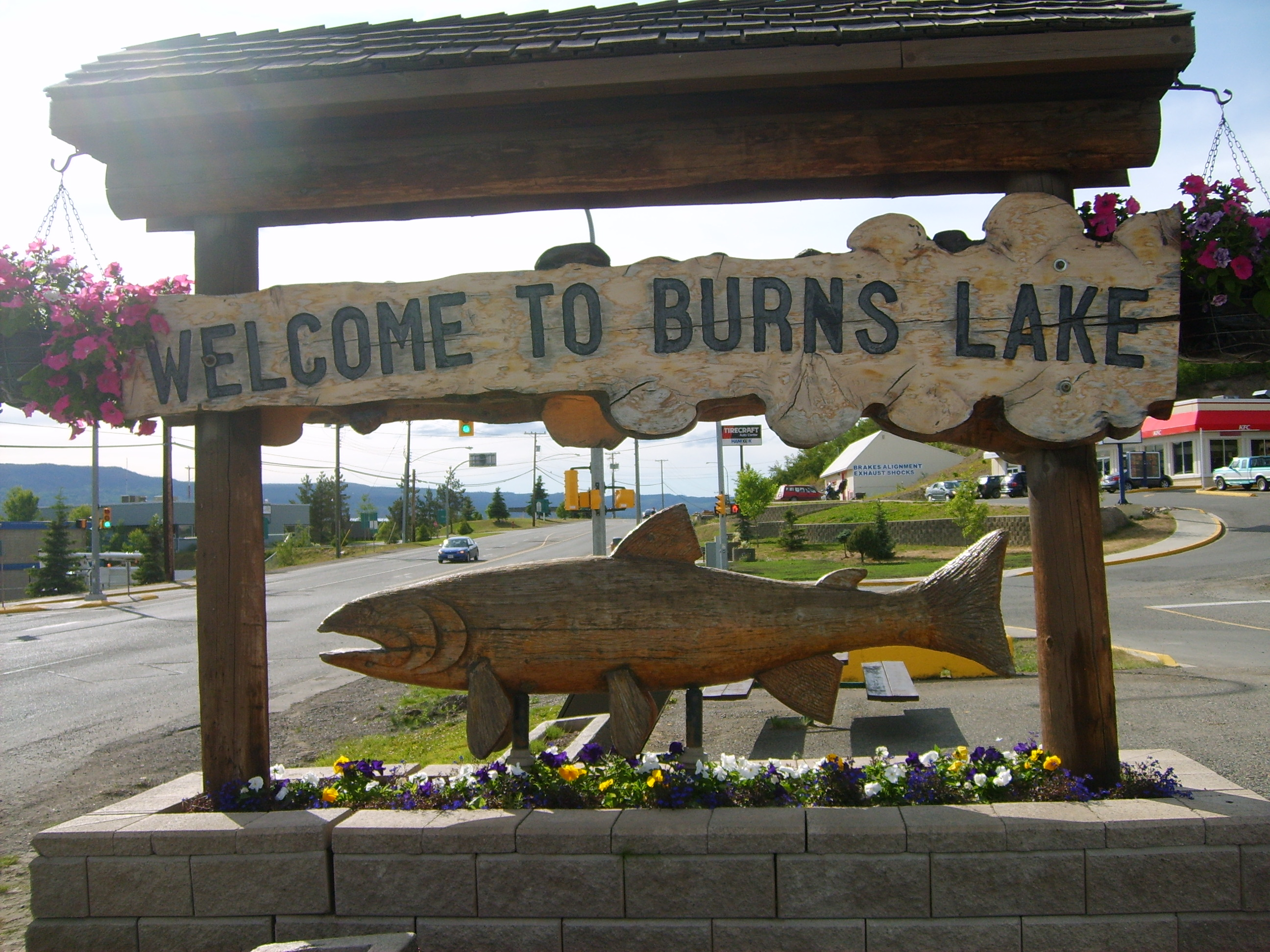
Вітальний знак на в’їзді в селище
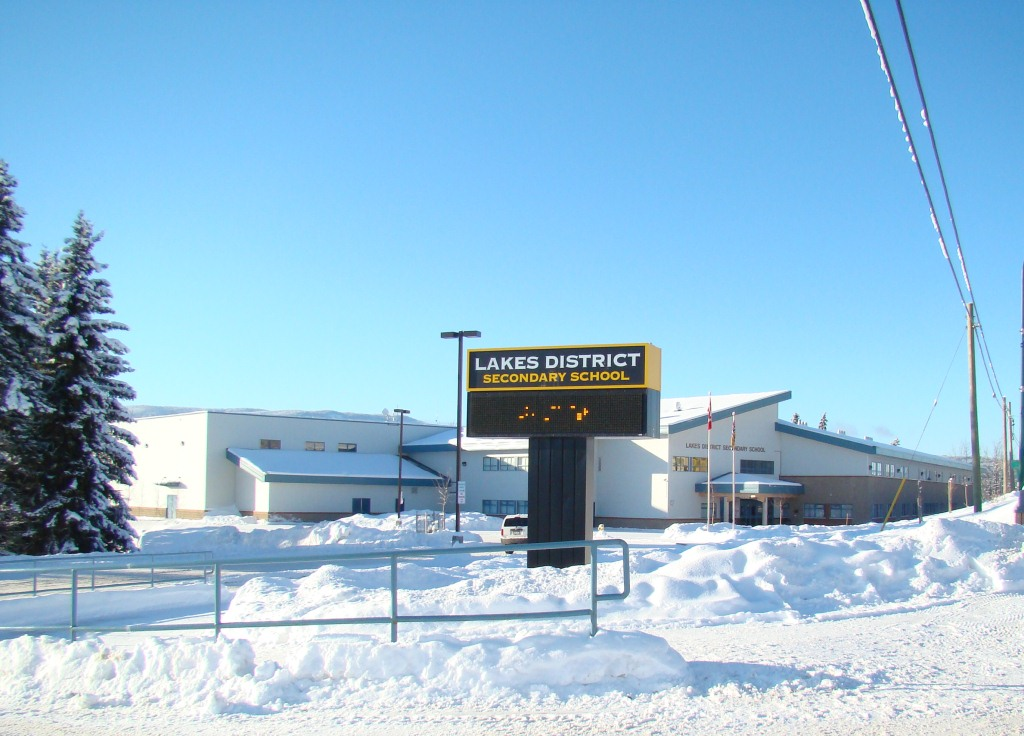
Загальноосвітня школа (Lakes District Secondary School)